# Militärkolonie
Militärkolonien waren Ansiedlungen ganzer Truppenteile, wobei die Soldaten im Frieden auf den ihnen zugewiesenen Wohnsitzen das Land bebauen, im Kriegsfall aber ins Feld ziehen.
Kennzeichen der Militärkolonie war – im Gegensatz zu den rein militärisch genutzten Garnisonen – die Verschmelzung von Militär- und Bauernstand, die Vereinigung einer Truppenmacht auf kleinem Raum sowie die Versorgung durch eigene landwirtschaftliche Tätigkeit (Selbstversorgung). Die Einrichtung solcher Kolonien beruhte meist auf der Erwägung, durch Mischformen die Staatskasse von den laufenden Kosten des stehenden Militärs zu entlasten. Den Einsparungen standen aber Investitionen in Form von Wohngebäuden, Infrastruktur und landwirtschaftlichem Gerät gegenüber, die die finanzielle Gesamtbilanz ungünstig beeinflussten.
Darüber hinaus war bei einem Mangel an Menschen oder verfügbarem Ackerland die Gründung der Kolonien nicht selten mit Zwangsmaßnahmen verbunden. Die unfreiwillig Verpflichteten stellten bei Unruhen jedoch ein Risiko dar, da sie mit Waffen ausgerüstet, geschult und mit Vorräten aller Art versehen waren. Daher blieb auch der militärische Nutzen der gemischten Militärkolonien – die österreichische Militärgrenze ausgenommen – zweifelhaft.
Der Gründung von Militärkolonien lagen darüber hinaus im Einzelfall gesellschaftspolitische Vorstellungen zugrunde, die sie zu Experimentierfeldern einer idealen Gesellschaft machten und die nur unter Zwang aufrechterhalten werden konnten.
Seit der Antike wurden von Griechen, Römern, Parthern (um 250 v. Chr. – 224 n. Chr.) und der Han-Dynastie in China (um 220 v. Chr. – um 230 n. Chr.) Militärkolonien angelegt, in der Frühen Neuzeit von Spaniern und Portugiesen in Mexiko und Südamerika, von der Ming-Dynastie (1368–1644) in China, im 18. Jahrhundert von Österreich an der Grenze zur Türkei, zu Ende des 17. Jahrhunderts von den Schweden (u. a. im Baltikum), im 19. Jh. von Großbritannien (Kapkolonie), von den Franzosen in Algerien und von Zar Alexander I. in Russland.

## Antike

### Griechenland
Im Altgriechischen bezeichnet der Begriff αποικία (apoikia, das „Verlassen des Hauses“) eine Neuansiedlung, die sich selbst regiert, also keine vom Mutterland abhängige Kolonie im heutigen Sinn ist. Die griechischen Siedlungskolonien unterscheiden sich daher von den Militärkolonien im eigentlichen Sinn.
Der griechische Tyrann Hieron von Syrakus gründete 475 v. Chr. beim heutigen Catania auf Sizilien, am südlichen Abhang des Ätna, nach spartanischem Vorbild und als befestigte Idealstadt die Militärkolonie Stadt Aitna oder Aitne, die der Dichter Aischylos in seinen "Aitnaioi" verherrlichte und die er mit 10.000 zwangsweise umgesiedelten Syrakusanern und Peloponnesiern bevölkerte. Nach Hierons Tod im Jahr 467 v. Chr., der sich in der Militärkolonie, die seiner Familie als sichere Zuflucht dienen sollte, auch bestatten ließ, wurde sie bereits 461 v. Chr. nach einer verlorenen Schlacht wieder aufgegeben, sein Grab von den heimkehrenden Altbürgern zerstört.

### Hellenismus
Alexander der Große siedelte seine Veteranen in den eroberten Gebieten in Militärkolonien (Kolonisation) an, die sich bis zum Hindukusch erstreckten und im Seleukidenreich im Gebiet des heutigen Pakistan vom Seleukidenreich bis in die ersten nachchristlichen Jahrhunderte überdauerten.

### Römer
Auch unter den Römern spielten Militäransiedlungen (Coloniae, „Ansiedlungen“) bzw. Limitanei („Grenzbewohner“), wie in der Provinz Illyrien, bei der Festigung ihrer Herrschaft eine große Rolle. Die militärische Bedeutung der römischen Kolonisten trat freilich hinter der Schlagkraft der Legionen zurück, die im Wesentlichen an den Grenzen stationiert waren. Bei Gründung einer Militäransiedlung stand daher die Versorgung der Soldatenfamilien nach vollendetem Dienst mit (erobertem oder beschlagnahmtem) Land an erster Stelle.

### Parther, Juden, Chinesen
Auch die Parther und der jüdische König Herodes bedienten sich der Militärkolonien, ebenso die chinesische Han- sowie die Ming-Dynastie.

## Neuzeit

### Das indelta-System der Schweden
Machiavelli war im Schweden des 16. und 17. Jahrhunderts ein geschätzter Macht- und Militärtheoretiker. Ihm zufolge waren Kolonien der beste und kostengünstigste Weg, um erobertes Land zu regieren. Der schwedische König Erik XIV. (1533–1577), der sich intensiv mit Machiavelli beschäftigte, setzte dessen Theorien in die Praxis um.
Unter Karl XI. (1655–1697) wurden Soldaten und Offiziere verstreut auf Krondomänen angesiedelt, die zu Übungen und im Kriegsfall zusammengezogen wurden (Nationalregimenter, Indeltaarmee). Es entstand das sog. Indelningsverk oder Indelta (schwedisch „eingeteilte Truppen“) mit drei Stufen:
1. Das System des rotering war eine Abmachung zwischen den Bauern eines Kreises oder Bezirks und der Krone, in der sie sich bereit erklärten, ein Infanterie-Regiment von 1200 Mann als Gegenleistung für die Befreiung von der Einberufung zu unterstützen. In der Regel bildeten zwei Farmen eine rote (eine Verwaltungseinheit), die jeweils einen Soldaten mit einem kleinen Wohnhaus, einem Stück Land, einem kleinen jährlichen Gehalt und einem Entgelt in Form von Getreide, Brennholz, Heu usw. versorgten. Die rote kam auch für die Uniform und die Waffen ihres Soldaten auf.
2. Die Kavallerie, in Regimentsstärke von jeweils 1000 Mann pro Kreis oder Bezirk, wurde in Form der rüsthall von den größeren Höfen unterstützt, die als Entgelt für die Befreiung von der Landpacht und rotering einen Kavalleristen oder Dragoner mit einem Haus und allen anderen Vorteilen eines Infanterie-Soldaten versorgen mussten, darüber hinaus auch sein Pferd und dessen Ausstattungen.
3. Diese Einrichtungen betrafen nur Mannschaften und Unteroffiziere; die Offiziere  wurden durch das „eigentliche“ indelningsverk auf andere Weise unterstützt: statt des Soldes wurde jedem Offizier ein Stück Land, in der Größe nach Dienstgrad gestaffelt, zum Bebauen gegeben. Die Pacht und andere Zahlungen dafür wurden auf die nahegelegenen Gehöfte verteilt.

Auf diese Weise hatte man ein stehendes Heer mit niedrigen Kosten und minimaler Verwaltung. Auch unter den Bauern war das System beliebt: reichere Bauern konnten rusthållare werden und waren damit von der Pacht befreit; ärmere Bauern waren automatisch ein Teil des rotehåll, das ihre Söhne und Landarbeiter vor der Wehrpflicht schützte. Da ein indelta-Soldat Haus und Land gestellt bekam, war dies angesichts der ländlichen Armut eine Verbesserung für die meisten jungen Männer, das ihnen die Möglichkeit zur Familiengründung gab. Die indelta-Armee litt nie unter Mangel an Rekruten, auch als sie im Russisch-Schwedischen Krieg 1808–09 hohe Verluste erlitt, wurden die Reihen durch junge Männer bald wieder geschlossen.
Obwohl preiswert und populär, hatte das indelningsverk doch auch Nachteile. Erstens war die Armee nicht groß genug, das heißt, dass bei Ausbruch eines Krieges die Indelta-Kräfte mit Reserven ergänzt werden mussten. Das belastete die Bauern finanziell. Jede rote und rusthållare musste darüber hinaus sowohl den Verlust ihres Soldaten als auch den seiner Ausrüstung ersetzen. Das konnte bei hohen Verlusten den Ruin für viele Bauern bedeuten.
Zweitens war die indelta-Armee, obwohl eine reguläre Armee, eher eine Bauernmiliz. Die Ausbildung war ein Problem, und sie galt daher zur Zeit der Napoleonischen Kriege als eine der schlechtest ausgebildeten Armeen Europas. Außerdem konnten die Einheiten nicht für Garnisonsaufgaben herangezogen werden. Die Lösung für dieses Problem fand man im värvade, angeworbenen Einheiten oder Söldner, die in Friedenszeiten während der größten Teil ihrer Dienstzeit einem Zivilberuf nachgingen.
Das indelta-System bewährte sich in Schweden bis 1901.

### Österreich
Die österreichische Militärgrenze war ein schmaler Landstrich an der türkischen Grenze der Österreichisch-Ungarischen Monarchie, mit Ansiedlungen übergelaufener Serben, Kroaten und Bosniaken, die, seit 1535 militärisch organisiert, die Grenzen gegen die Türken zu verteidigen hatten. 1770–87 wurde der Militärgrenzgürtel abgeschlossen und das Kantonsystem eingeführt, und 1807 erhielt die Militärgrenze ein Grundgesetz, das die Kriegspflicht der Bauern und deren Abgabenfreiheit neuerdings festsetzte.
Der französische Marschall Marmont, der nach der Niederlage Österreichs in der Schlacht bei Wagram 1809–1811 Generalgouverneur der sog. Illyrischen Provinzen wurde und die Einrichtung der Militärgrenze gut kannte, brachte Napoleon dazu, gegen das Anraten des Senats, der auf der Einführung der französischen Verfassung in der neuerworbenen Gebiet bestand, die vorgefundene Militärverfassung beizubehalten. Die Österreicher konnten daher nach dem Sieg über Napoleon im Jahr 1813 die Militärkolonie wieder in dem Zustand übernehmen, in dem sie sie verlassen hatten; eine Neuerrichtung wäre zu dieser Zeit nicht mehr möglich gewesen.
Sie wurde 1849 ein eigenes Kronland und zerfiel in die siebenbürgische (1851 aufgehoben), die serbisch-banatische (1872 Ungarn einverleibt) und die kroatisch-slawonische, die 1873 neu organisiert und 1881 mit Kroatien und Slawonien vereinigt wurde. Zar Alexander I. von Russland war von einem Besuch der Militärkolonien so beeindruckt, dass sie ihm als Anregung und Vorbild für die eigenen Pläne dienten.
Siehe auch den Artikel Militärgrenze.

### Russland
Eigentliche Militärkolonien wurden erst von Russland angelegt. In den Napoleonischen Kriegen hatte das Russische Reich trotz der unmittelbar drohenden Kriegsgefahr große Schwierigkeiten, eine ausreichend bemannte und ausgerüstete Armee zu mobilisieren; das bisherige Aufgebot aus Leibeigenen des Adels und der Krone sowie die kleine, stehende Armee reichten für die militärischen Erfordernisse nicht aus. Auf Weisung des Kaisers Alexander I. (1801–1825) wurden daher nach einem von ihm skizzierten Plan, über den er sich nur gegenüber Vertrauten aussprach und unter dem Eindruck der bereits bestehenden Militärgrenze Österreichs, der schwedischen Militärkolonisten, des preußischen Kantonsystems (eine Vorform der allgemeinen Wehrpflicht). und der schon länger bestehenden Kosakenkolonien in Südrussland (siehe unten) unter Aufsicht des Kriegsministers und Generals Araktschejew (1769–1834) seit 1810 probeweise Militärkolonien angelegt, die die Mängel der bisherigen Heeresverfassung beseitigen sollten.

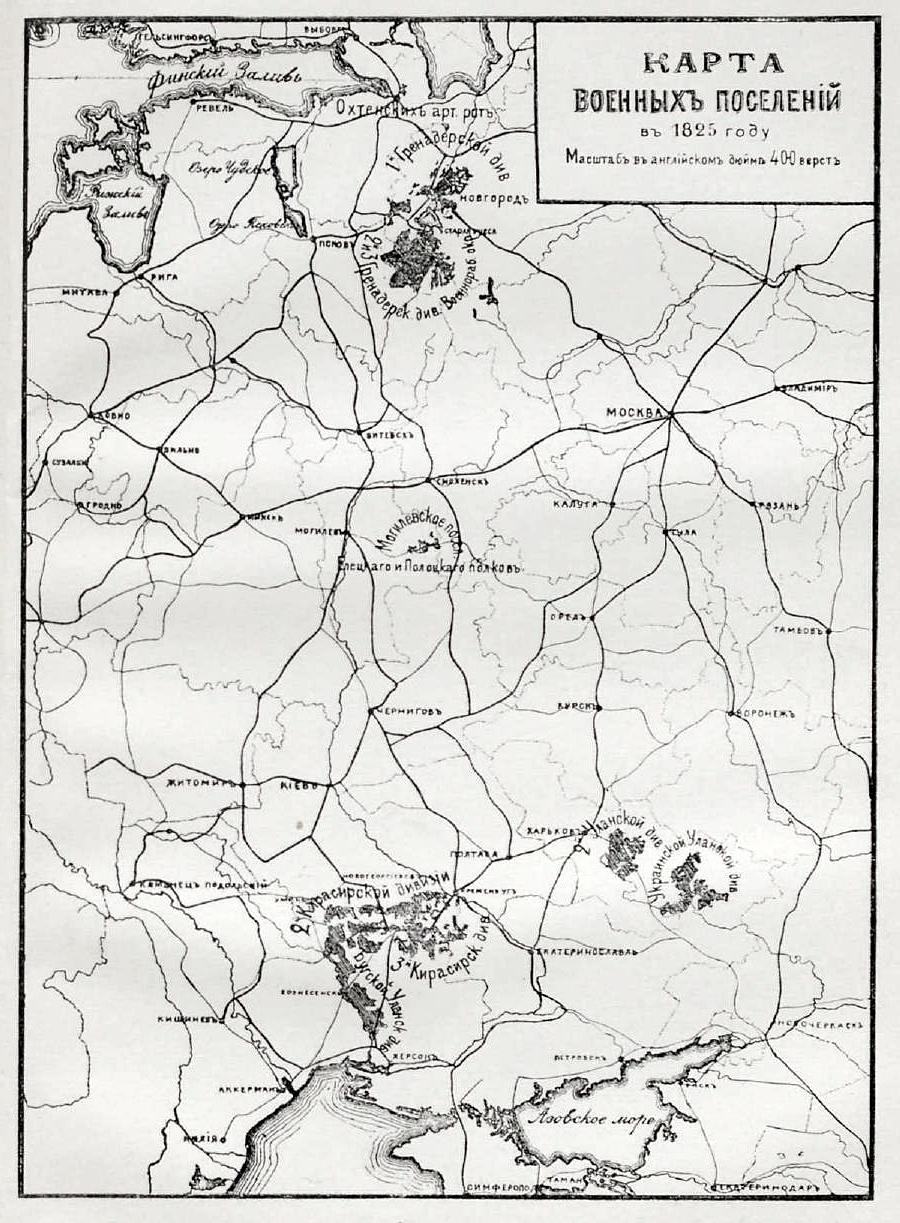
Karte mit den Militärsiedlungen in Russland (Sytins Wojennaja Enziklopediya 1911-1915)

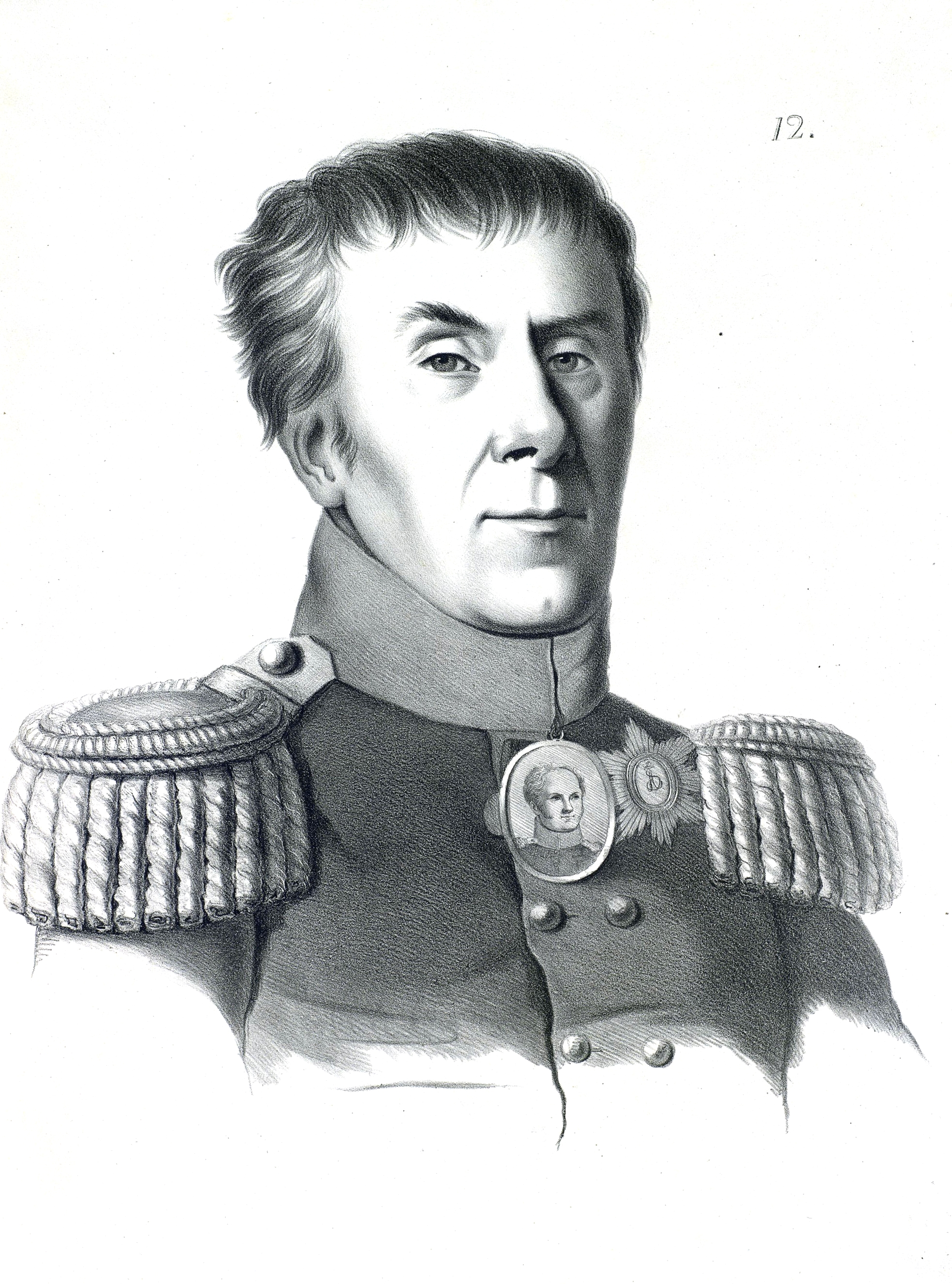
Graf Alexej Andrejewitsch Araktschejew (1769-1834), um 1822

Araktschejew, der die Kolonien bis zum Regierungsantritt Nikolaus I. im Jahr 1825 als oberster Befehlshaber leitete, sorgte mit Härte, „eiserne(r) Energie“, Fleiß, minutiöser Vorbereitung und methodischer Arbeitsweise für die Einrichtung und das Funktionieren der Kolonien im Sinne des Kaisers, für den er im letzten Jahrzehnt von dessen Regierung (1816–1825) durch seine bedingungslose Loyalität, Effektivität und Unbestechlichkeit unentbehrlich wurde. Seine Machtfülle, Schlauheit und Rachsucht, aber auch seine ungehobelten Manieren ließen den Grafen dagegen bei Adel, Beamtenschaft, Militär, Bevölkerung und in der Literatur mit der Zeit zum Inbegriff der „Araktscheevschtschina“ (Аракчеевщина) werden, zum Sinnbild von Schikane, Kommandowirtschaft, Drill und Paradewesen. 

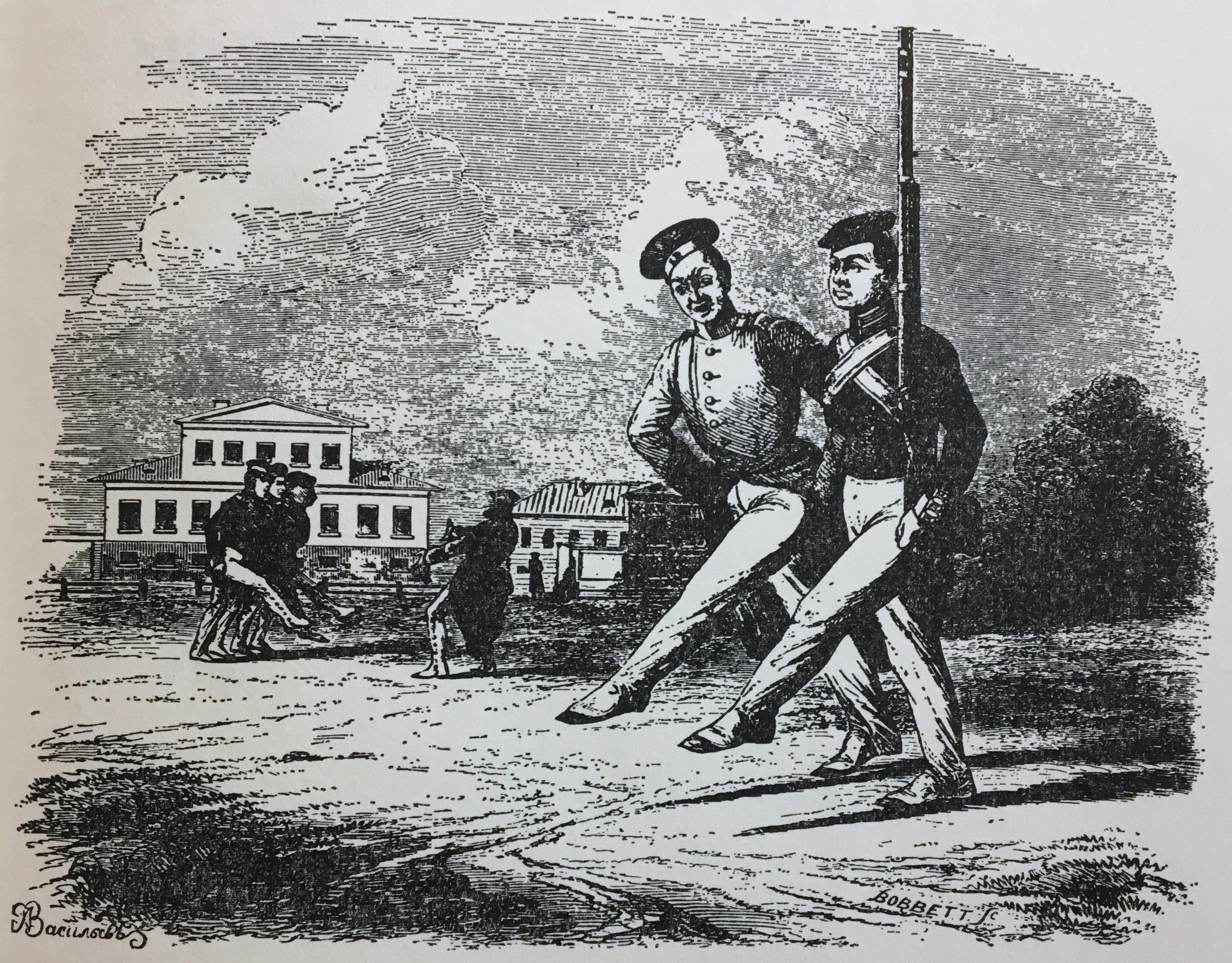
Rekrutentraining (Stechschritt) in der zaristischen russischen Armee, Holzstich von Alfred Bobbitt um 1840

Araktschejew unterstellte die Kolonien nicht dem Kriegsministerium (dem er selbst vorstand), sondern richtete ein weiteres, eigenes Unterministerium ein, mit ihm an der Spitze, so dass er zugleich sein eigener Minister und Vorgesetzter war.
Die erste Militärsiedlung entstand als Pilotprojekt bereits 1810–1812 unter Araktschejews Leitung im Gouvernement Mogilev; sie bestand ausschließlich aus Soldaten und scheiterte an deren landwirtschaftlicher Unkenntnis. Mit dem Einmarsch Napoleons in Russland wurde sie aufgelöst.
Ab 1814–18 wurden, auf diesen Erfahrungen fußend, systematisch Militärsiedlungen neuen Stils (Военные поселения Voyennye poselenija) angelegt, wobei ganze Dorfschaften von Kronbauern (казённые крестьяне kazjonnye krestjanje, „Schatz- oder Staatsbauern“) unter Militärverwaltung (Kriegsrecht) gestellt und Soldaten bei ihnen einquartiert wurden. Ein Ausschuss in St. Petersburg – im Grunde Araktschejew selbst – entwarf die dazu erforderlichen Gesetze, die der Kaiser genehmigte, worauf sie zur Ausführung gelangten.

#### Ziele, Einrichtung und Funktion
Die Ziele bei Anlage der Militärkolonien waren:
1. militärisch:
  1. eine jederzeit verfügbare Truppenmacht zur Verfügung zu haben,
  2. die Mängel der bisherigen Rekrutierung zu beseitigen (Flucht, Bestechung, Desertion, Trennung von der Familie auf ewig, hohe Sterblichkeit durch Krankheit, Mangelernährung und Erschöpfung)[23];
  3. den Truppen vor Entstehung des  Schienenverkehrs in Russland lange Anmarschwege zu ersparen, die durch Ansiedlungen in größerer Nähe zu Polen, der Türkei und dem Kaukasus verkürzt werden konnten. Die neuen Kolonien waren daher in Nord-Süd-Richtung weit ausgedehnt, oft lagen auch mehrere beieinander (siehe Karte);
  4. Personalreserven für das Militär heranzubilden und die Soldaten an Familien zu binden, fest unterzubringen und durch die Nachkommenschaft der Soldatenfamilien einen erblichen Soldatenstand mit jahrzehntelanger Dienstpflicht zu bilden,
  5. die Rekrutenaushebung perspektivisch ganz entfallen zu lassen, damit zugleich den Widerstand des Adels gegen die Aushebung und den Verlust ihrer Leibeigenen im Kriegsfall zu beseitigen und als erwünschtes Nebenresultat
  6. die zentrale, kaiserliche Macht durch direkte Verfügung über die Armee zu stärken.[24]
2. finanziell: die Unterhaltskosten des stehenden Heeres von fast 1 Mio. Mann durch die Selbstversorgung der Truppe zu vermindern. 1815 machten die Militärausgaben ein Drittel des Budgets aus;[25] Nach dem Kongress von Verona (1818) wurde daher eine Beschränkung des Militäretats angeordnet, ein Ukas von 1823 setzte eine Ersparnis von 18 Mio. fest;[26]
3. demographisch-zivilisatorisch: Steppe und Unland urbar zu machen und zu bevölkern[27]
4. kulturell: Kaiser Alexander hielt die Militärkolonien „für eines der wichtigsten Mittel …, die Kultur und Aufklärung des Reiches schnell in die Höhe zu bringen.“[28]. Sie waren damit von Anfang an auch gesellschaftliche Erziehungs- und Modellsiedlungen.

Die erste Siedlung wurde bei 1816 bei Nowgorod (Infanterie) und Charkow (Kavallerie) eingerichtet, 1825 kamen Kolonien entlang des Wolchow und bei Staraya Russa, Mogilev, Sloboda-Ukraine, Cherson, Jekaterinoslav und in weiteren Gouvernements hinzu; 1828 waren es bereits drei Infanterie- und fünf Kavalleriedivisionen. Sie machten zusammen etwa 25–33 % der (offiziellen) russischen Armeestärke aus, die Kosten betrugen bis 1826 34 Millionen Rubel.

#### Die alten Kosakenkolonien
Von den Militärkolonien wesentlich verschieden waren die bereits vorhandenen Kosakenkolonien. Das Land der Kosaken, dessen Zivilverfassung auf der russischen Gemeindeverfassung beruht, war abgabenfrei; kein russischer Adliger durfte im Kosakenland Grundeigentum besitzen, ebenso wenig die Krone, die nur das Recht hatte, Wege, Kanäle und Festungen anzulegen. Die den Donkosaken 1775 bewilligte Konstitution bildete die Grundlage für alle übrigen Kosaken, die auf ihrem Grund und Boden freie Leute und nur zum Kriegsdienst verpflichtet waren. Bei den Militärkolonien war das hier untergebrachte Militär dagegen gewissermaßen der Grundherr des an Kronbauern überlassenen Grund und Bodens.
Auch hier setzte Araktschejew 1817–18 die Gründung von Militärkolonien durch, unter anderem durch Einsatz von Blankounterschriften des Kaisers, in die er je nach Verhalten Bestrafung oder Beförderung eintragen konnte. Die Kosaken wurden in den Kronbauernstand versetzt und mussten als Militärkolonisten für die Kavallerieregimenter aufkommen.

#### Die Siedlungen am Kaukasus
Die schon von Peter I. 1711 begonnenen und von Katharina d. Gr. fortgeführten Militärsiedlungen im Kaukasus waren im Gegensatz zu den MK des europäischen Russland nur für verehelichte Veteranen nach 15-jährigem Dienst bestimmt und unterstanden dem Befehlshaber der kaukasischen Armee. 1792 wurden die Saporoger Kosaken am östlichen Rand des Schwarzen Meeres angesiedelt, die 1842 eine ähnliche Verfassung wie die Don-Kosaken erhielten (daher Kosaken des Schwarzen Meeres).

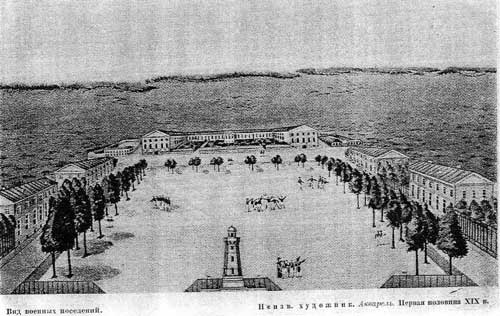
Ansicht einer Militärkolonie, 19. Jh.

#### Einrichtung, innere Verwaltung und Widerstände
Die betroffenen Distrikte wurden durch Ukas benannt und kamen unter Militärgewalt; dann wurden aus den betroffenen Ortschaften sogenannte Oberkolonisten (Meisterkolonisten) berufen, die sogleich in die Uniform des Regiments gesteckt wurden und sich Bart und Haare scheren lassen mussten (Barttragen war seit Peter d. Gr. das Privileg der Bauern und Popen, und bei den im Koloniegebiet im Norden ansässigen Altgläubigen fromme Sitte). Sie erhielten 60 Desjatinen bei den Infanterieeinheiten, 90 Desjatinen bei den Kavalleristen, d. h. einen „Pflug“ Land, sowie ein Haus mit Einrichtung sowie zum Großteil das Vieh (drei Paar Ochsen, ein Paar Reserveochsen, zwei Pferde, zwei Kühe und 12 Schafe pro Stelle) und das Ackergerät.
Die meist einstöckigen Häuser (дома-связи doma-svyazi, „Verbindungshäuser“) mit Garten bildeten mit etwa 60 gleichartigen zusammen – von einer Gasse getrennt – hintereinander in mehreren Straßen das Dorf, das zugleich Regimentsstärke entsprach. Anders als in den österreichischen Grenzkolonien waren die Häuser und zugehörigen Äcker offizieller Besitz des jeweiligen Kolonisten und konnten vererbt werden, Wiesen und Weiden waren dagegen Gemeindeland.
Es zeigte sich jedoch, dass der Bauer keineswegs Eigentümer, sondern nur zeitweiser Inhaber dessen war, über das er darüber hinaus seinen militärischen Vorgesetzten unentwegt und bis ins kleinste Detail – u. a. die Zahl der täglich gelegten Hühnereier – Rechenschaft ablegen musste. Sein Hab und Gut konnten ihm bei fehlendem Wohlverhalten ohne weiteres wieder genommen werden, er selbst wurde unter die Soldaten versetzt und verlor alle seine Anrechte. Da die Offiziere, wie befohlen, nur Wert auf Exerzierreglement und Sauberkeit der Siedlung legten, wurde die landwirtschaftliche Arbeit vernachlässigt.

„Ein System unablässiger Überwachung und immerwährend fühlbarere Abhängigkeit … eine schreckliche Tyrannei.“

Auf die Unfruchtbarkeit des Bodens und die mangelnde Erfahrung und Eignung der Kolonisten, die ihren Lebensunterhalt bisher als Fuhrleute, Zimmerleute, Händler usw. verdient hatten, wurde im Norden keine Rücksicht genommen. Da es sich bei den Militärkolonien oft um Standorte in baumloser Steppe handelte, war Holz ein Luxusartikel, als Brennmaterial diente Schilf u. a. m. Bittschriften, die die Bauern dem Großfürsten Nikolaus und seiner Gemahlin Charlotte sowie der Kaiserin-Mutter überreichten, hatten für die Bittsteller nur Gefängnisaufenthalt zur Folge, ihre Deputation 1817–18 wurde abgewiesen. Ein militärischer Einsatz beendete den ausbrechenden Widerstand, die Rädelsführer wurden unter Araktschejews Vorsitz nach Militärrecht verurteilt. Als die Bauern Berufung beim Kaiser einlegten, wurde auch diese Delegation, wiederum von Araktschejew selbst, dessen „Milde“ der Kaiser lobte, nach Sibirien verbannt.
Steuern zahlte der Kolonist keine. Für die Bestellung der Felder des Fiskus musste er allerdings zwei Tage pro Woche Robot (Fronarbeit) leisten. Bei Nachlässigkeit in der Betriebsführung konnte er als Gemeiner zu den aktiven Soldaten versetzt werden. Der Sohn des Oberkolonisten war sein Assistent und erblicher Nachfolger.
Bei jedem Regimentsstab gab es ein Spital, das die Soldaten, Kolonisten und deren Familien unentgeltlich versorgte; Magazine in jeder Kolonie lagerten Vorräte für Notzeiten; Leihanstalten gewährten in Not geratenen Kolonisten zinslose Vorschüsse oder verzinsbare Kredite.
Wer 25 Jahre als Kolonist gedient hatte, konnte seine Entlassung aus der Kolonie beantragen, musste aber noch weitere fünf Jahre in der Reserve verbringen.
Im Unterschied zu den österreichischen Grenzern, die erst nach und nach militärisch ausgebildet wurden, quartierte man in Russland zur raschen Herstellung der Wehrfähigkeit von Anfang an in jedem Hof einen Soldaten ein (bei Kavallerieeinheiten samt Pferd), der mindestens sechs Jahre in der Armee gedient haben musste. Er erhielt nur im Kriegsfall Sold; hatte er keinen Dienst, vor allem im Sommer und zur Erntezeit, musste er dem Bauern beim Feldbau helfen („ackerbautreibender Soldat“), wovon er als Angehöriger der regulären Armee allerdings nichts verstand und dessen Einsatz, vor allem im Frühjahr und Sommer, vom Willen des Vorgesetzten abhing, der jederzeit Dienst verhängen konnte. Dreifacher Wochendienst mit Exerzieren galten dabei als normal, hinzu kam der Wachdienst. Die Soldaten hatten auf diese Weise 25 Jahre, gebürtige Polen 20 Jahre zu dienen.
Da der Hauptzweck der Kolonie militärischer Art war und die Vorgesetzten keine landwirtschaftlichen Kenntnisse besaßen, waren die Erträge schlecht; Erntearbeiten bisweilen einen halben Tagesmarsch entfernt von der Siedlung zu leisten, oft wurde auf Saison und Wetterlage keine Rücksicht genommen. Die bisher an Handel, Gewerbe und Fischfang gewohnten Siedler der nördlichen Bezirke, wo die Landwirtschaft wegen der Sümpfe und Moraste unrentabel war, sollten nun Getreide anbauen und sich und das Umland versorgen. Der uniformierte, bartlose und geschorene Bauer hatte also stets einen Kostgänger im Hause und am Tisch, bei den Kavallerieeinheit noch ein Pferd zu versorgen; auf jeden Kolonisten kam auf diese Weise ein Soldat. Gegen die Einrichtung der Kolonien regte sich daher bald Widerstand, der trotz strenger Strafen und Militäreinsatz nie ganz unterdrückt werden konnte, wie die Unruhen und Aufstände von 1817, 1819 (Chugujew bei Charkow – der heftigste Aufstand), 1821 und 1831 zeigten. Ein geplanter Besuch Alexanders I. in den Kolonien am Bug im Jahr 1818 musste wegen der dort herrschenden Unruhen sogar aufgegeben werden.
Neben dem Soldaten gab es noch einen Reservemann, der diesen im Kriegsfall auf dem Hof ersetzte; diese Rolle übernahmen nach und nach die Söhne der Kolonisten. Der Reservemann besaß ein Haus unmittelbar neben dem Oberkolonisten und wurde wie ein Soldat behandelt.
Knaben wurden vom vollendeten 7. Jahr an uniformiert und in eigenen Lancasterschulen, beruhend auf wechselseitigem Selbstunterricht (Mentorialsystem) mit Schülern als Hilfslehrer, aber auch nach dem Pestalozzisystem in Lesen, Schreiben, Rechnen, z. T. auch in Fremdsprachen unterrichtet. Zugleich wurden sie nach einer Art Katechismus, der dem napoleonischen nachempfunden war, in den Pflichten eines Soldaten erzogen und lernten Reiten und Säbelführen. Bei Eignung wurden die Jungen ab dem 13. Lebensjahr in besonderen Militärschulen zu Offizieren ausgebildet; die Mädchen erhielten nach und nach gleichfalls in Lancasterschulen Unterricht (auch in Nadelarbeit), sollten aber nicht außerhalb der Kolonie, sondern nur Soldaten heiraten und erhielten dafür eine Geldprämie.

Ab dem 12., bei der Kavallerie vom 14. Lebensjahr an, wurden die Jungen als „Kantonisten“ sowohl als Soldaten wie auch als Landwirte ausgebildet. Ab dem 17. Lebensjahr dienten sie als Reservemann für die ackerbauenden Soldaten, vom 21. (24.) Jahr an als Ersatz in der aktiven Truppe. 
Eine Kolonie bestand also aus

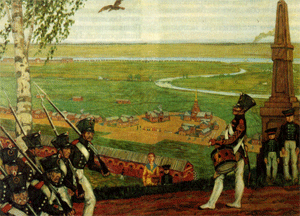
Eine Militärsiedlung, mit jungen, uniformierten Kantonisten im Hintergrund (M.W. Dobuschinski, vor 1913)

1. den Oberkolonisten als Hausherrn und Grundstücksbesitzern;
2. den Gehilfen oder Assistenten, die dem Oberkolonisten in der Landwirtschaft halfen;
3. den ackerbautreibenden Soldaten, die außer dem Militärdienst gelegentlich auf dem Acker mithalfen;
4. de Reservemännern, der die Pflichten eines Soldaten und Bauern miteinander vereinte und den Soldaten im Fall der Notwendigkeit ersetzte;
5. Kantonisten, den männlichen Jugendlichen der Kolonie von 13 bis 17 Jahren;
6. Knaben von 8 bis 13 Jahren;
7. Buben unter 8 Jahren;
8. Frauen und Mädchen sowie
9. Invaliden.[47]

„Tritt man in so ein Bauernhaus hinein, welchen Unterschied gewahrt man da gegen den Schmutz, die Unordnung, die sonst jede russische Hütte bezeichnet! Jedes Ding trägt den Stempel militärischer Genauigkeit. Selbst der Wassereimer hat seinen bestimmten Platz und sollte ihn der mit der Inspection beauftragte Offizier bei der Morgenvisite an einem andern Orte finden, so wär‘ ein derber Verweis, wo nicht ein Hieb die sichere Folge davon.
Die Militärdörfer sind alle sehr verbessert, die Straßen darin in guten Stand gesetzt, zum Theil selbst gepflastert, auf jeder Seite sind Gräben gezogen, längs welchen Bäume gepflanzt wurden. Die Häuser sind alle neugebaut, und von einem zum andern führt ein nettes Geländer, das auch dazwischen durchgeht und einen Hof mit Garten einschließt.
In manchen Dörfern steht der Name des Obercolonisten über der Thüre vom Hause. Es ist ein bemaltes Brett angenagelt, auf welchem die Hausnummer, eine Leiter, eine Art, ein Feuerhaken, ein Wassereimer oder sonst ein Werkzeug abgebildet ist, was bei einer Feuersbrunst gebraucht wird.
Wie sehr aber klagt der arme Bauer, in seiner Wohnung einer solchen strengen Militärpolizei unterworfen zu sein! Wie bitter beklagt er sein Geschick, wenn er von gänzlicher Vernichtung redet! Der frühere Zustand von bürgerlicher Sklaverei scheint ihm in Vergleich der neuen Militärverfassung vollkommene Freiheit!“

Unter Nikolaus I. wurde 1826 ein Reglement erlassen, das in 14 Bänden bis ins Detail alles regelte, was in den Kolonien vorkommen konnte: Rechte und Pflichten der Hausväter, Erziehung und Unterricht der Kinder, Errichtung der Testamente, Art der Erbfolge, Verhältnisse der Invaliden, Anhäufung von Kapitalien und Getreidevorräten usw. Es umfasst auch die Administration, die Art und Weise der Bewirtschaftung der Äcker, Wiesen, Weiden und Wälder, die Ausbildung der Kolonisten und die Militärgerichtsbarkeit und war der Universalkodex der Militärkolonien. Das Regelwerk für die österreichische Militärgrenze umfasste demgegenüber nur etwas mehr als 100 Seiten.

„Eine solche Masse Gesetze kann leicht Widersprüche enthalten. Kein Mensch kann so viele Schriften im Kopfe behalten, keiner darnach leben, und muß also straffällig werden.“

#### Rechtsprechung
Die innere Verwaltung – Bauwesen, Landwirtschaft, Holzfällen, Unterrichtsanstalten, Polizei und Rechtsprechung – unterstand den Offizieren des Regimentskommandos, ausgenommen die politisch-ökonomische Führung, für die ein eigener Verwaltungsrat (окружной комитет okruzhnoy komitet, "Bezirkskomitee") aus Militär und Kirche zuständig war, der auf Korpsebene kontrolliert wurde. Diese Aufteilung in zwei Bereiche war in der österreichischen Militärgrenze wegen Kompetenzstreitigkeiten bald aufgegeben worden, konnte sich in Russland aber aufgrund der dort herrschenden, streng militärischen Hierarchie behaupten. Auf Schwadronsebene gab es eigene, gewählte Ausschüsse für die Fragen, die die Häuser betrafen, z. B. Erbschaftsangelegenheiten, Streit zwischen Hauseignern, Landwirtschaftsfragen u. a. m.
Für die Justiz in Zivilfragen bestand in jedem Eskadronsbezirk ein Komitee mit dem Kommandanten als Vorstand, einem Leutnant, einem Wachtmeister, dem Popen und drei Ausschussmännern, die die Kolonisten selbst vorschlugen, indem sie sechs Kandidaten bezeichneten, von denen der Kantonschef unter Bestätigung des Bezirkskommandos drei auswählte. Bei den wöchentlichen Versammlungen wurden Testamente protokolliert und Streitigkeiten, möglichst im Güteverfahren, geregelt. Gegen die Beschlüsse war Berufung an das Regimentsgericht möglich. Die Verwendung der Kolonisten durch Offiziere zu Privatarbeiten wurde mit harten Strafen belegt, ggf. mit Degradierung. Sämtliche Militärdistrikte unterstanden juristisch dem Oberbefehlshaber der Militärkolonien (Generale de Witt/Nikitin), von wo aus eine Berufung nicht oder, im Fall von Offizieren, nur noch an den Kaiser möglich war. Gleiche Gewalt wie die Oberbefehlshaber besaß zur Zeit seiner Aktivität nur noch Araktschejew, der an der Spitze des ganzen Koloniewesens stand und durch dessen Hände zu Zeiten seiner Macht der Schriftverkehr des ganzen Reiches mit dem Kaiser ging.
Aufstände der Kolonisten wurden von Araktschejew mit großer Härte unterdrückt, der in seinem Wirkungsbereich „eine zu unvorstellbaren Dimensionen gesteigerte Kasernenordnung“ einführte. Seine eigene Frau wurde 1825 aufgrund ihrer Quälereien von einem Kolonisten auf Araktschejews eigenem Gut in Gruzino ermordet.

„So wie der militärische Rock gesehen wird , oder der Hut , die Feder eines Offiziers zum Vorschein kommt , macht jeder Bauer auf der Straße Halt, legt die Hände steif an die Seiten und bringt den Körper in militärische Haltung.“

Fremden, auch Russen, war in den ersten Jahren der Zutritt in die Bezirke der Militärkolonien nur mit besonderem Genehmigung des Kriegsministers und mit einem russischen Reisepass (für das Ausland) gestattet, selbst die Post wurde auf dem Koloniegebiet ausschließlich von Soldaten befördert. Später war der Besuch ohne weiteres, auch jedem Ausländer mit Reisepass, möglich. Vor allem das Lager Wosnjessensk im Süden des Landes diente dabei als Musterkolonie.

#### Kosten, Stärke der Einheiten
Die Ersteinrichtung der Kolonien mit Hospitälern, Schulen, Ställen, Scheunen, Kirchen, Magazinen und Exerzierhäusern hatte bis 1826 32,5 Mio. Rubel gekostet. Das erschien angesichts den gegenüber der regulären Armee geringen Unterhaltskosten, der Urbarmachung des Landes und des Erziehungseffekts der Kolonien angemessen.
Dagegen ergaben sich aus der Isolierung der Kolonien – ein „Staat im Staate … der Autorität jeder Civilbehörde entzogen“ – und ihrer starken Bewaffnung Gefahren für die innere Sicherheit, was sich bei Aufständen und den darauffolgenden Strafexpeditionen zeigte, vor allem angesichts der Nähe der nördlichen Kolonien zu St. Petersburg. Im Hintergrund wirkte noch die Angst vor einer Wiederholung des Pugatschow-Aufstandes 1773–75 nach.
Verteilung und Mannschaftsstärke der Kolonien war im Jahr 1822 folgende:

##### Südliches Russland
1. Ukrainische MK im Gouvernement Charkow: 17.570 Mann in 80 Eskadrons und 6 Batterien
2. Südrussische MK im Gouvernement Cherson: 17.570 Mann in 80 Eskadrons und 6 Batterien
3. Gouvernement Kiew und Podolien: 13.720 Mann in 64 Eskadrons und 4 Batterien

Insgesamt 48.860 Mann. Hinzu kam 6.500 Kantonisten im Alter von 14 bis 18 Jahren.
Die Zentralverwaltung (Generalaturinspektorat der Kavallerie) befand sich in Odessa unter Graf Witt, danach unter General Nikitin.

##### Nördliches Russland
1. Gouvernement Nowgorod: 14 Administrationskreise oder -bezirke
2. Gouvernement Witebsk: 1 AK oder -bezirk
3. Gouvernement Magilev: 1 AK oder -bezirk

Insgesamt 33.400 Mann.
Zusammen 48.860 + 33.400 = 82.260 Mann.

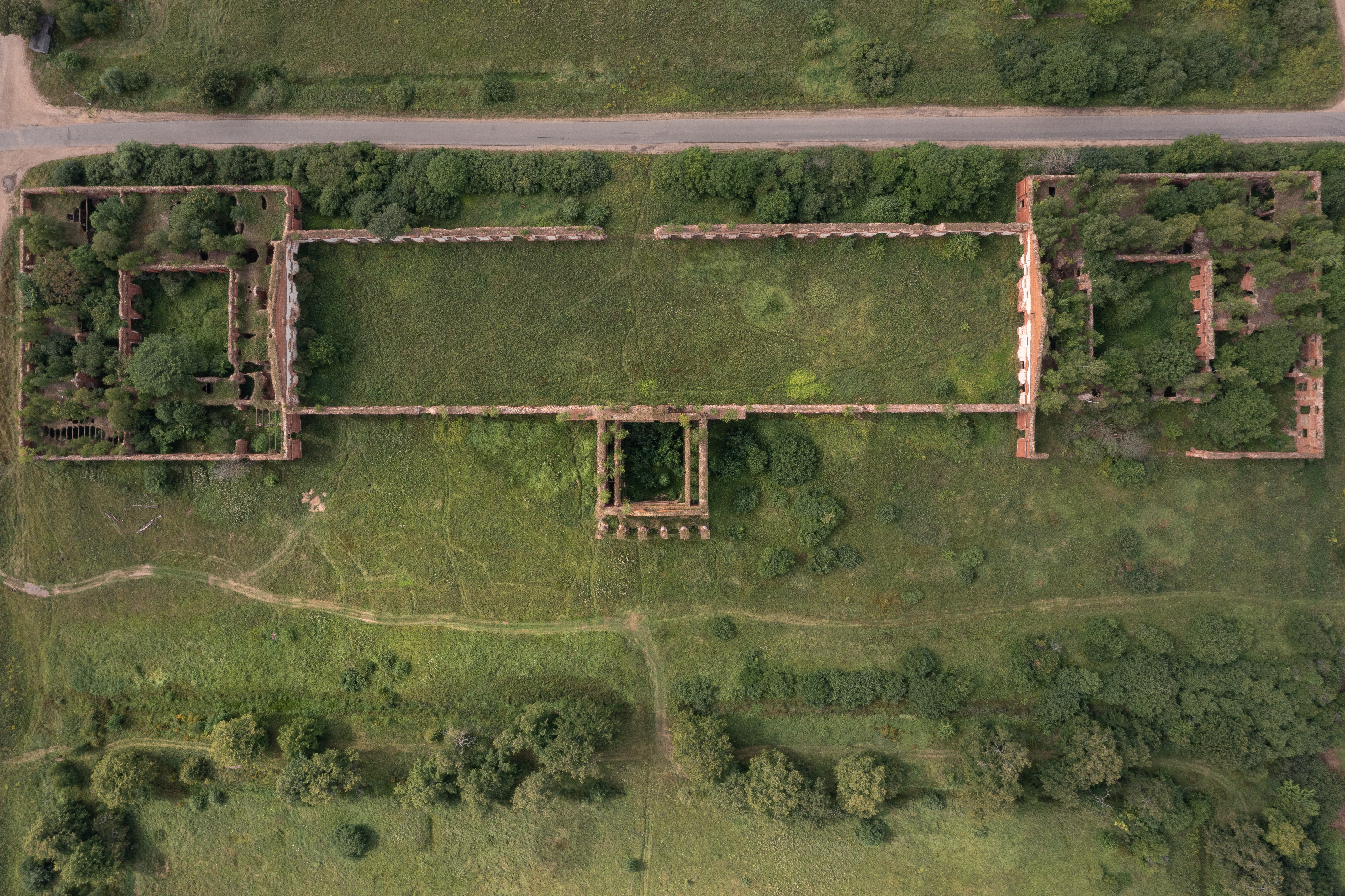
Luftaufnahme der ehem. Kaserne der Militärkolonie Selischtschi, Bezirk Tschudowskij, Bezirk Nowgorod

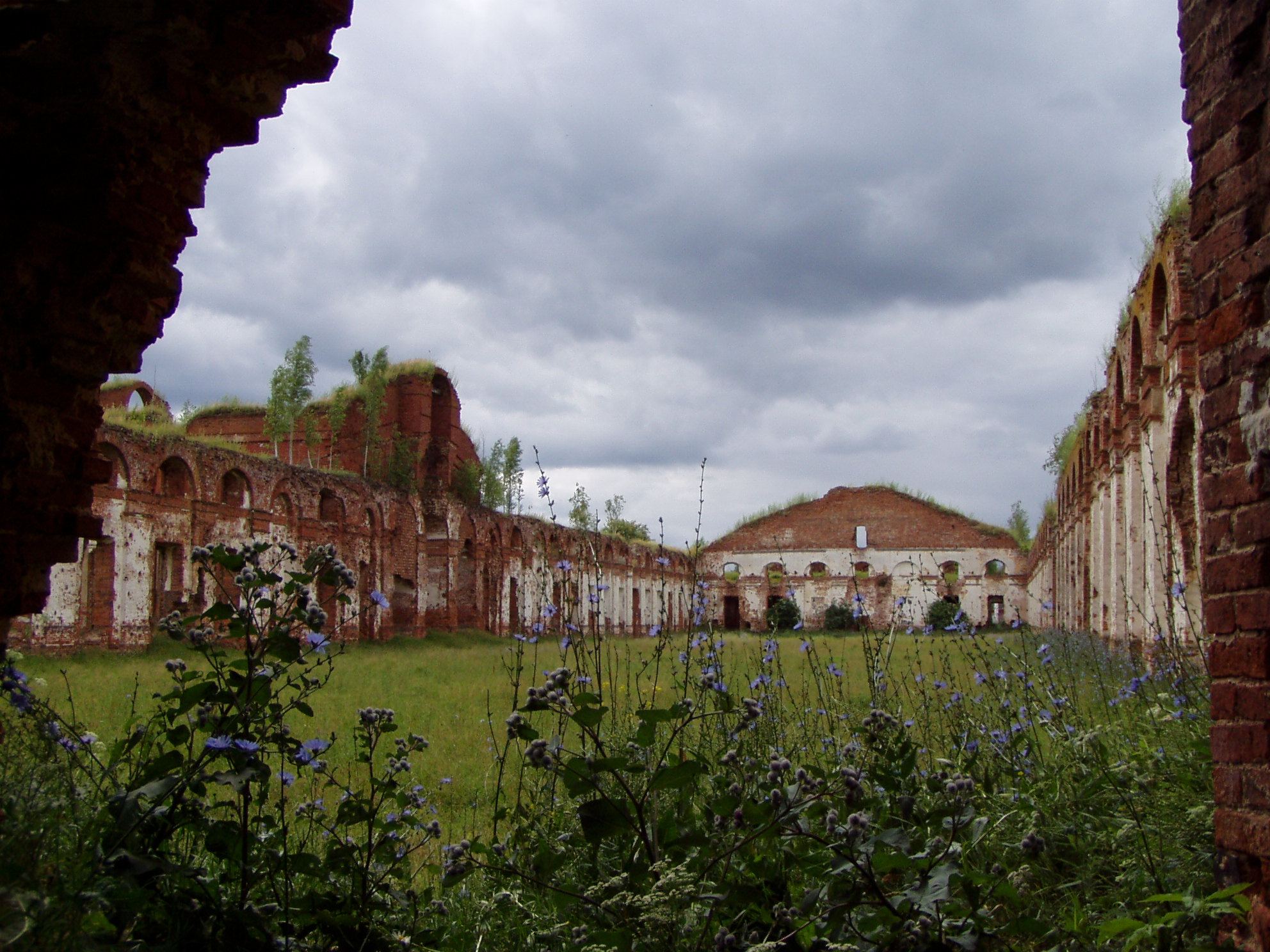
Selischtschi, Bezirk Nowgorod

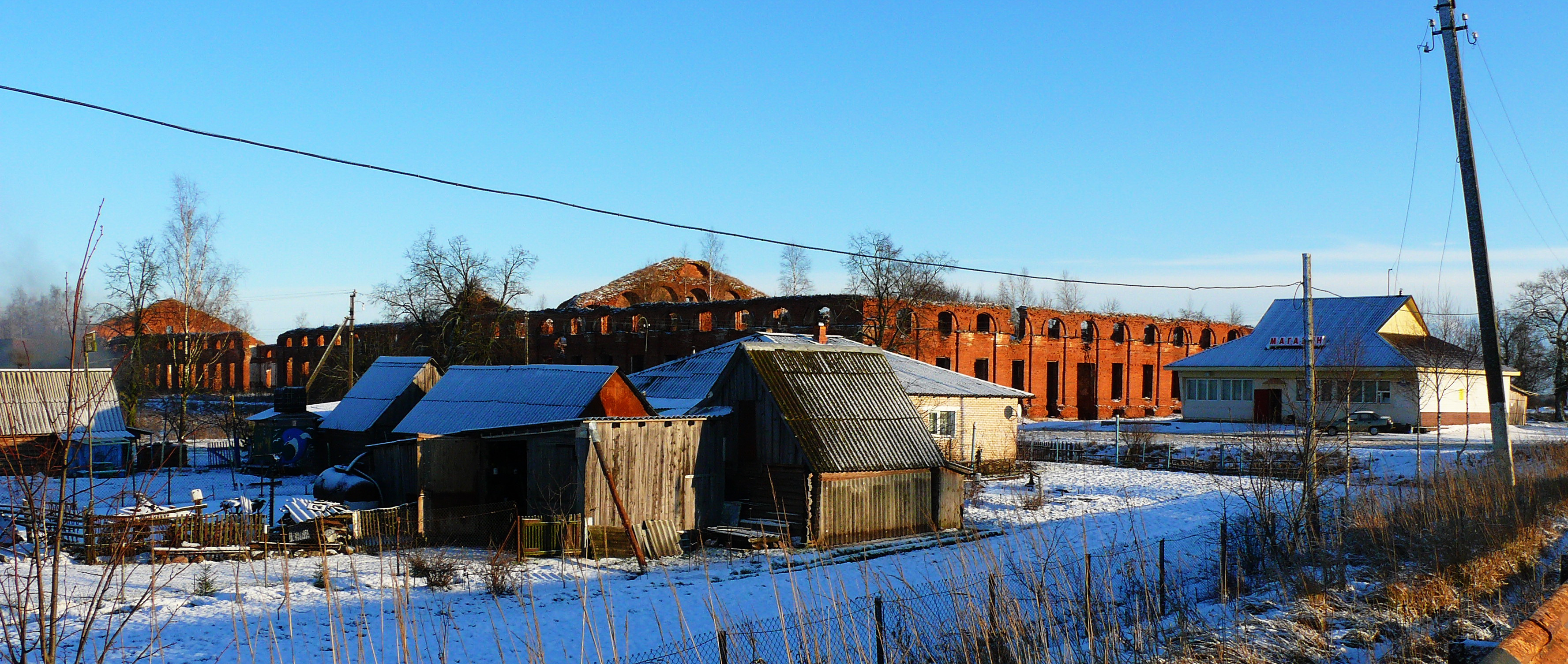
Ehem. Kaserne des Husarenregiments Grodno

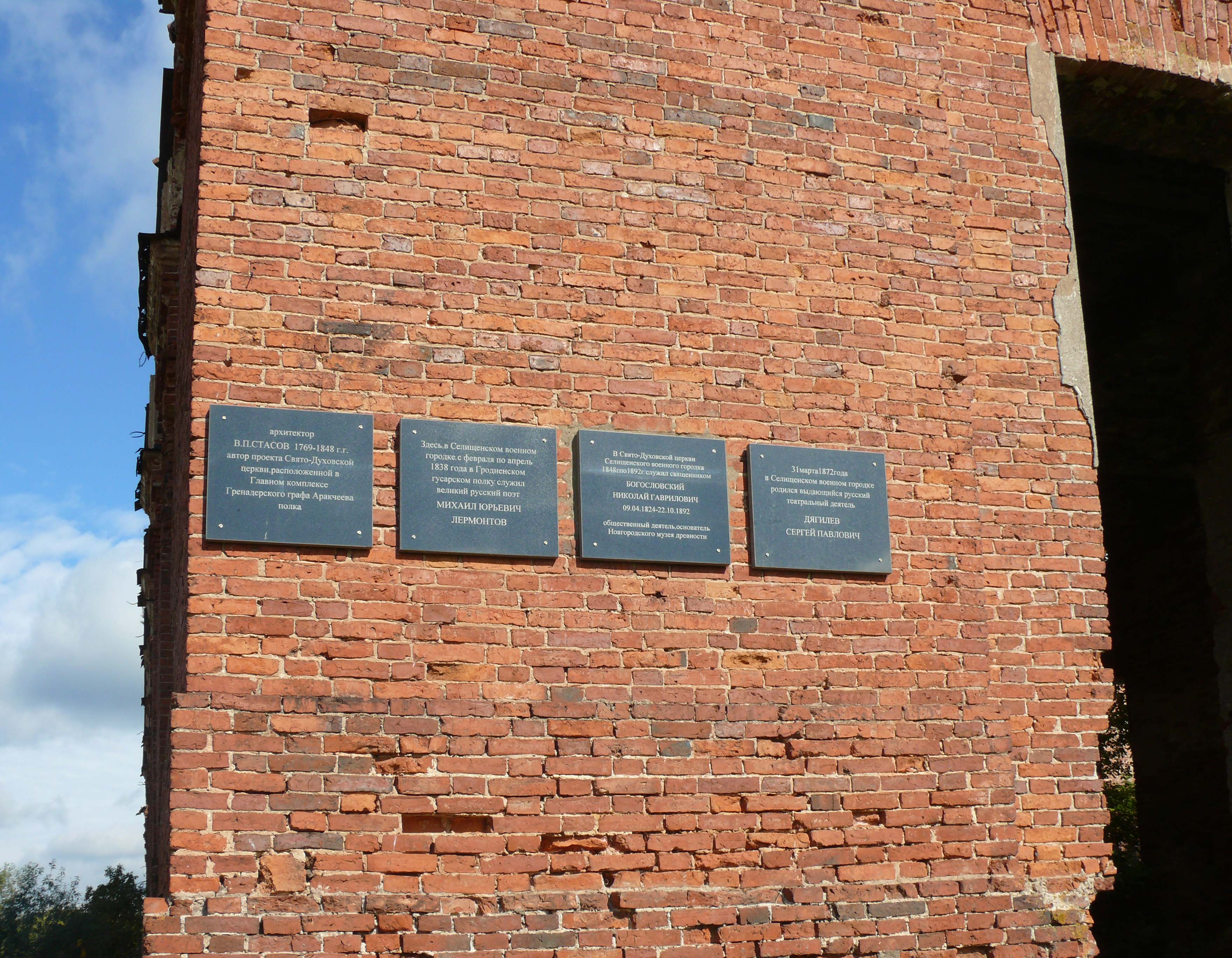
Gedenkplatten auf einer Mauer in der ehem. Kolonie Selischtschi (2003)

Hinzu kamen in jedem Bezirk mehrere Arbeitskompanien, u. a. für Bauarbeiten und den Flusstransport. Mit den Kolonisten, Assistenten, Reservemännern, Arbeitstruppen und Invaliden betrug die Gesamtzahl der männlichen Seelen in den Militärkolonien beim Tod Alexanders im Jahr 1825 ca. 400.000. Da im Jahr 1824 die Stärke der stehenden russischen Armee (bei einer Bevölkerung von 60 Mio.) auf 600.000 Mann geschätzt wurde, stellten die 82.260 militärisch aktiven Kolonieangehörigen 14 % der Gesamtstärke der russischen Armee dar, unter Berücksichtigung sämtlicher männlichen Kolonieangehörigen jedoch 40 %.

#### Ende der Militärkolonien
Beim Adel waren die Kolonien unbeliebt; unter Katharina I. waren noch Hunderttausende Kronbauern an Adlige verteilt worden, und nach dem napoleonischen und polnisch-russischen Krieg (1830/31) erwartete man Entschädigungen für den Verlust der eigenen leibeigenen Ackerbauern, die im Kriegsdienst verstorben waren und ohne die eine Bewirtschaftung ihrer Ländereien nicht möglich war.  Stattdessen erlebte man die Schaffung „der in ihren Augen ‚verhätschelten‘ Kollektive.“
Vom Militär sprach sich nur Barclay de Tolly, Oberbefehlshaber der Ersten Armee, offen gegen die Siedlungen aus.
Als 1831 in Staraya Russa bei Novgorod einer der größten Aufstände in der russischen Armee in der 1. Hälfte des 19. Jhs. ausbrach, der sich zu den „Cholera-Aufständen“ ausweitete und bei denen die Rebellen Vorgesetzte hinrichteten und ganze Truppenteile zu den Rebellen überliefen, war es Kaiser Nikolaus I. nur durch persönliches Eingreifen möglich, der Unruhen Herr zu werden. Die Aufständischen – ein Drittel der Bewohner der Kolonien – wurden hart bestraft oder nach Sibirien geschickt. Man gab daher im gleich Jahr die Pläne zu einer Kolonisierung der gesamten Armee auf und milderte die militärische Unterstellung ab; auch die Bezeichnung wurde in „Bezirke der ackerbauenden Soldaten“ geändert. Die Kolonien standen seitdem unter einer semimilitärischen Verwaltung.
Nach dem Krimkrieg (1853–1856) ließ Alexander II. im Zug einer Reorganisation der Armee die nördlichen, zum Ackerbau kaum geeigneten Infanteriekolonien aufheben und nur die Militärkolonien Charkow, Kiew-Podolien und Cherson bestehen, diese aber seit 1858 mit Gemeindeverfassung und ohne militärische Organisation. Die Kinder der Kolonisten, die Kantonisten, mussten seither nicht mehr Soldaten werden, sondern konnten ihren Beruf frei wählen.

#### Bewertung
Die Bilanz der „berüchtigten Soldatendörfer … dieses Reformprojekt par excellence“ (Hildermeier) war zwiespältig. Schon die Zeitgenossen standen den Berichten von Besuchern der Musterkolonien skeptisch gegenüber, da es sich dabei um Vorzeigesiedlungen handelte. Man erkannte zwar die gute Absicht, exakte Planung und Ausführung an, im Hinblick auf die Ziele blieb man jedoch kritisch. Zunächst kaum beachtet, erweckten die Siedlungen bei ihrem Wachstum immer mehr Unwillen und Argwohn hinsichtlich der Ziele des Vorhabens.
- Obwohl militärisch sinnvoll, erwiesen sich die Kolonien in wirtschaftlicher Hinsicht gegenüber den Linientruppen im Lauf der Jahre im laufenden Unterhalt keineswegs als günstiger, eine Verzinsung des eingesetzten Kapitals (Rentabilität) gab es demnach nicht. Sie galten sogar als mitverantwortlich für die Finanzprobleme des Landes, „da die Errichtung dieser Kolonien enorme Summen kostete“, wie man schon damals feststellte.[73] Darüber hinaus fehlten die Kronbauern der entstehenden Industrie, dem Gewerbe und Handel als Arbeitskräfte.

- Auch die zivilisatorisch-demographischen Ergebnisse enttäuschten: bei einer zivilen Besiedlung und Urbarmachung seien die Ziele einfacher und gewinnbringender zu erreichen gewesen.

- Zudem sei es politisch unbillig und sogar brisant, nur den Kronbauern die Verteidigungslasten aufzuerlegen; das werde keinen Bestand haben. Auch die anderen Bürger, Adel und damit deren leibeigene Bauern müssten je nach Leistungsfähigkeit zur Wehrhaftigkeit beitragen.[74]

- Kulturell: Durch die Zerstörung der alten Dörfer, Umsiedlung und Neubenennung der Ortschaften und eine bis ins Kleinste geregelte, militärische Lebensweise unter beständigem Zwang mit Strafen und Kontrollen wurde in der Tat ein Bruch mit der Lebensführung der betroffenen Bevölkerung erreicht, wie sie zuletzt Zar Peter der Große vor einem Jahrhundert als gewaltsames Modernisierungsmodell seines Landes durchgesetzt hatte und die einer Sozialdisziplinierung bzw. Erziehungsdiktatur unter Einbeziehung von Umerziehungs- oder gar Konzentrationslagern nahekam.

Dass das von Zar Alexander mit besonderem Nachdruck verfolgte Projekt „die Keimzelle einer neuen Gesellschaft“ bilden sollte, wird vor allem von Historikern vermutet, die die Ereignisse in Russland seit der Revolution 1917 und die Kollektivierung der Landwirtschaft unter Stalin seit 1928–1932 vor Augen hatten. Es stand damit den sozialen Utopien des Franzosen Charles Fourier und des Engländers Robert Owen, ja selbst den Ideen Jeremy Benthams („Überwachen und strafen“) nicht fern. Die Sicht post festum dürfte zwar zu weit gegriffen sein, zeigt aber Zielrichtung und Breitenwirkung von Ideen der Aufklärung, wie sie in Russland unter den besonderen Bedingungen einer Autokratie aufgegriffen wurden.
Ob der Versuch, die Modernisierung des Landes durch derartige Zwangsmaßnahmen herbeizuführen, als „Skandal der Humanität“ (Alexander/Stökl) oder als „Entwicklung“ oder „Fortschritt“ im Sinne Hegels bezeichnet werden kann, liegt im Auge des Betrachters. Das Ende erfolgte jedoch nicht aufgrund humanitärer Überlegungen, sondern weil die mit ihnen verbundenen Ziele auf diese Art nicht erreicht wurden und wegen der mit ihnen verbundenen Gefahren für den Staat.

„Seit 1818 wurde der Plan großartig ausgeführt, allein es zeigte sich, daß militärische Einrichtung sich mit dem bürgerlichen Erwerb nicht verträgt und die Geschäfte des Ackerbaus und Handwerks nicht commandirt werden können; Aufstände bewiesen schon 1825 u. 1831, daß die M. sogar dem gegenwärtigen Regierungssysteme gefährlich werden können, daher sind seitdem die früheren Einrichtungen verändert worden.“

„So große Vortheile auch die Militär-Kolonien Rußland in militärischer Hinsicht unbestreitbar gewähren, so gut sie in dieser Hinsicht dort , wo sie bestehen, angelegt worden sind, so leisten sie doch keinen, oder nur sehr geringen finanziellen Nutzen, sind mit der alle Lasten gleich vertheilenden Gerechtigkeit nicht wohl vereinbarlich, hemmen sicher die in Rußland aufkeimende Industrie wie den Handel, und sind in dieser Beziehung nicht gut plazirt.“

#### Nachwirkung (seit 2000)
Die Schule an Araktschejews Musterkolonie und ehemaligem Wohnort Grusino trägt seinen Namen. In der russischen Geschichtsschreibung ist seit der Jahrtausendwende im Sinne eines neuen russischen Patriotismus eine positive Neubewertung Araktscheew und seiner Militärkolonien zu beobachten, so durch den Historiker und Juristen Vladimir A. Tomsinov (Jg. 1951), der Araktschejew „als herausragenden Staatsmann, Patrioten, begabten Verwalter und Reformer“ darstellt.

### Französische Militärkolonien in Algerien
Die von Marschall Bugeaud (1784–1849) in Algerien gegründeten Militärkolonien, die im Krieg gegen Abd-el-Kader 1830–1834 mit colons als Siedlern gegründet wurden, waren nur von geringer Bedeutung. Nach seinem Motto „Ense et aratro“ („mit Schwert und Pflug“, frz. „par l’epée et la charrue“) gründete General Clauzel im Jahr 1830 ein Unternehmen zur Verwaltung einer 1000 Hektar großen Kolonisierungsfarm in Mitidja, aber erst starke Garnisonen und Fremdenlegionäre brachten das Land vorübergehend zur Ruhe.
Bugeauds bemühte sich, Armee und Kolonisierung zu verbinden. " 'Die Armee ist alles in Afrika', sagte er, 'sie allein hat zerstört, sie allein kann erbauen. … Die Besetzung ist mit dem Bemühen um eine landwirtschaftliche Kolonisierung mit der Schaffung arabischer Büros verbunden. Seinem Motto Ense et Aratro „durch das Schwert und durch den Pflug“ blieb er zeitlebens treu.".

### Die britische Kapkolonie
Die Ansiedlung der Deutschen Legion, von England 1857 zum Schutz des Kaplandes gegen die Xhosa berief, stabilisierte die Entwicklung der Kapkolonie.

### Allgemein
- Pierer's Universal-Lexikon, Bd. 11. Altenburg 1860, S. 262–263. online
- Meyers Großes Konversations-Lexikon, Bd. 13. Leipzig 1908, S. 822. online
- Brockhaus 1906
- Brockhaus' Kleines Konversations-Lexikon, 5. Aufl., Bd. 2. Leipzig 1911., S. 186–187. online

### Speziell (nach Erscheinungsdatum)
- Robert Lyall: Die russischen Militärcolonien, ihre Einrichtung, Verwaltung und gegenwärtige Beschaffenheit. Aus dem Englischen. Leipzig: Rein 1824. [ online]. Die englische Ausgabe (An Account of the Organisation, Administration, and Present State of the Military Colonies in Russia. London : Spottiswoode 1824) wird oft zitiert,  ist aber nur als Titel nachzuweisen, ohsne dass ein physisches Exemplar in Bibliotheken zu finden war. – Lyall hat 1822/23 die südlichen Kolonien bereist; dte. Ausg. S. 23.
- Friedrich Wilhelm Schubert: Handbuch der Allgemeinen Staatskunde von Europa. Bd. 1.1: Einleitung und Russland. Königsberg : Bornträger 1835. Darin Kapitel: Die Militärkolonien Russlands.
- Friedrich Wilhelm Schubert: Über die Militärkolonien Rußlands. Königsberg 1835. – Nur bibliographisch zu ermitteln, auch oft zitiert. Ein Bibliotheksexemplar konnte jedoch nirgends nachgewiesen werden.
- Carl von Pidoll: Einige Worte über die russischen Militär-Kolonien im Vergleiche mit der k. k. österreichischen Militär-Grenze und mit allgemeinen Betrachtungen darüber. Wien : Gerold 1847. online. – Mit weiterführender Literatur auf S. 23, Fußnote.
- Friedrich Matthäi: Die deutschen Ansiedlungen in Russland. Ihre Geschichte und ihre volkswirthschaftliche Bedeutung für die Vergangenheit und Zukunft. Studien über das russische Kolonisationswesen und über die Herbeiziehung fremder Kulturkräfte nach Russland. XV, 389. Gera: Griesbach 1865. Darin: Die Militärkolonien Russlands, Einleitung. – Gleichen Seitenumfang hat die Ausgabe Leipzig : Fries 1866. – Matthäi war Offizier der Kgl. Sächs. Armee, Korresp. Mitglied der Kaiserl. Freien Ökonomischen Gesellschaft sowie der Gartenbaugesellschaft St. Petersburg.
- Theodor Bernhardi: Geschichte Rußlands und der europäischen Politik in den Jahren 1814 bis 1831. 3 Teile in 4 Bänden. Leipzig : Hirzel 1863–77. Dritter Theil, fünftes Capitel, S. 158–192 Die Militaircolonien
- Gerhart von Schulze-Gävernitz: Volkswirtschaftliche Studien aus Russland. Leipzig : Duncker & Humblot 1899.
- Ivan Stepanovič Platon/Иван Степанович Платон: Arakčeevščina.Istorič. Drama. Moskva: MODP i K 1926.
- Richard Pipes: The Russian Military Colonies, 1810–1831. In: Richard Pipes: Russia Observed. Collected Essays on Russian and Soviet History. Milton : Routledge 2019, S. 83–101. Zuerst erschienen in Journal of Modern History XXII/3 (Sep. 1950), S. 205–219.
- Alan Ferguson: The Russian Military Settlements, 1810–1866. Ann Arbor : Univ. Microfilms 1966 (Yale Ph.D. thesis 1954). Wurde nicht eingesehen.
- Otto Büsch: Militärsystem und Sozialleben im alten Preussen 1713–1807. Die Anfänge der sozialen Militarisierung der preußisch-deutschen Gesellschaft. Berlin : de Gruyter 1962. (Veröffentlichungen der Historischen Kommission zu Berlin, Bd. 7). - Überarbeitete Ausgabe des Manuskripts von 1952, als erneut überarbeitete Taschenbuchausgabe erschienen Berlin : Ullstein 1981 (Ullstein Materialien).
- John Shelton Curtiss: The Russian Army under Nicholas I, 1825–1855. Durham : Duke Univ. Press 1965.
- Н.Х. Туркестанов: Граф Аракчеев и военные поселения 1809–1831. = N.H. Turkestanow: Graf Arakcheev und die militärischen Siedlungen 1809–1831. Graf Arakcheev I Voennye Poseleniya 1809–1831. Rasskazy Ochevidtsev O Bunte Voennyh Poselenij. Istoricheskij Obzor Ustrojstva Voe... St. Petersburg : Rodowina 1871 (online). ND 2013
- Michael Jenkins: Arakcheev, Grand Vizier of the Russian Empire. A Biography. London : Faber & Faber 1969. – Von dem englischen Diplomaten, Russlandexperten, Dolmetscher und Geschäftsmann auf  der Grundlage der russischen Akten, jedoch noch ohne die Araktschejew-Papiere, verfasste, bis heute autoritative Araktschejew-Biographie.
- Alan Palmer: Alexander I. Gegenspieler Napoleons. Esslingen : Bechtle 1982 (engl. OA London : Weidenfeld & Nicolson 1974). Darin Kap. 16 Gegensätze, Abs. 3 Die Militärkolonien des Generals Araktschejew S. 310–313. – Populärwissenschaftliche Darstellung, beruhend auf Jenkins, mit Charakteristik Araktschejews.
- Richard Stites: Revolutionary Dreams. Utopian Vision and Experimental Life in the Russian Revolution. New York : OUP 1989
- Vladimir Alekseevič Tomsinov/Томсинов, Владимир Алексеевич: Arakčeev. Porträts berühmter Menschen. (Biographische Reihe) (auf Russisch). Moskva : Molodaja Gvardija 2003.
- Christoph Schmidt: Russische Geschichte 1547–1917. München : Oldenbourg 2003. (Oldenbourg Grundriss der Geschichte, Bd. 33).
- Mikko Huhtamies: Die schwedischen Militärkolonien im Baltikum während der sogenannten schwedischen Großmachtperiode (1620–1720) – unter besonderer Berücksichtigung von Axel Oxenstiernas Grafschaft Wolmar-Wenden in Livland. In: Militär und Gesellschaft in der Frühen Neuzeit. 2005/9,1 online
- Manfred Alexander. Günther Stökl: Russische Geschichte. 7., vollstdg. überarb. u. aktual. Aufl. Stuttgart : Kröner 2009., S. 412–415.
- Manfred Hildermeier: Geschichte Russlands. Vom Mittelalter bis zur Oktoberrevolution. 4., durchges. Aufl. München : Beck 2022. S. 744–746